# 沃德吕尼
沃德吕尼（法語：Vault-de-Lugny，法語發音：[vo də lyɲi]）是法国勃艮第-弗朗什-孔泰大区约讷省的一个市镇，属于阿瓦隆区。

## 地理
沃德吕尼（47°29'54"N, 3°51'2"E）面积15.2 平方千米，位于法国勃艮第-弗朗什-孔泰大區约讷省，该省份为法国中北部内陆省份，西接卢瓦雷省，西北接塞纳-马恩省，南至涅夫勒省，东临科多尔省，东北与奥布省接壤。
与沃德吕尼接壤的市镇（或旧市镇、城区）包括：多姆西叙勒沃、伊斯朗、阿内奥、阿瓦隆、日罗勒、日夫里、蓬托贝尔。

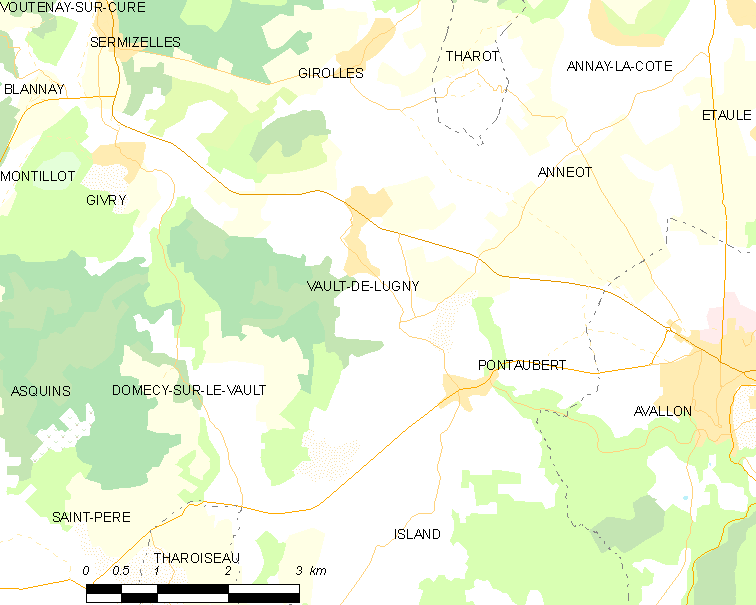
沃德吕尼的OSM定位图

沃德吕尼的时区为UTC+01:00、UTC+02:00（夏令时）。

## 行政
沃德吕尼的邮政编码为89200，INSEE市镇编码为89433。

## 政治
沃德吕尼所属的省级选区为阿瓦隆县。

## 人口

1962-2008年间沃德吕尼人口变化图示

沃德吕尼于2022年1月1日时的人口数量为269人。